# پلیس و سرود کلیسا
پلیس و سرود کلیسا (به انگلیسی: The Cop and the Anthem) داستان کوتاهی است از نویسنده مشهور داستان‌های کوتاه آمریکایی، او. هنری. این داستان یکی از غمگین‌ترین داستان‌های کوتاه است. داستان مرد ولگردی را روایت می‌کند که هر سال موقع کریسمس برای این که غذا و مکانی نصیبش شود، دست به اقدام عجیبی می‌زند. این داستان سال ۱۹۰۴ منتشر شد.

## داستان
سواپی، نام مرد بی‌خانمانی است که هر سال در ایام سال نو، تصمیم می‌گیرد برای زندگی در مکانی گرم و داشتن غذا و دوستان خوب، از عمد جرمی مرتکب و دستگیر شود تا به زندان برود. خانهٔ همیشگی او در این وقت از سال. ولی امسال شانس سواپی زیاد خوب نیست. او در یک روز بارها و بارها جرم می‌کند ولی هربار به دلیلی، پلیس وی را دستگیر نمی‌کند. سرانجام سواپی که با عصبانیت در حال راه رفتن است، کلیسایی قدیمی را می‌بیند. کشیش‌ها و راهب‌ها در حال خواندن سرود کلیسا از روی انجیل هستند. ناگهان سواپی روزهای دیگری را به یاد می‌آورد؛ روزهایی شادتر در گذشته‌ای دور. به یاد می‌آورد که مادری داشت؛ و دوستان خوب؛ و در این لحظه، با خود می‌گوید: "زندگی من عوض خواهد شد، از این بابت مطمئنم. فردا به دنبال کار می‌روم، و آدم مهمی خواهم شد. این بهترین راه است." در این لحظه دستی را روی شانه خود حس می‌کند، برمی‌گردد، و پلیسی را پشت سر خود می‌بیند!
"سه ماه زندان." حکمی است که فردای آن روز به او اطلاع می‌دهند.